# Auwiesenbach (Sieggrabenbach)
Der Auwiesenbach ist ein Bach im Gemeindegebiet von Sieggraben im Burgenland.

## Verlauf
Der Auwiesenbach entspringt – unweit von den Sieggrabener Gemeindegrenzen zu Mattersburg und Schwarzenbach – im nördlich des Ortes gelegenen Waldgebiet, das den südlichen Kamm des Rosaliengebirges bildet und von der Sieggrabener Bevölkerung von alters her als „Auen“ bezeichnet wird. Er fließt in seinem Oberlauf entlang der Sieggrabener Fischergasse und der Oberen Hauptstraße.
Im Bereich der Sieggrabener Trift mündet der Mausgrabenbach von rechts in den Auwiesenbach. Das vereinigte Gewässer fließt als Auwiesenbach durch den unteren Sieggrabener Ortsteil Mühlen und trägt ab dem Zusammenfluss mit dem Siegleswiesenbach, kurz nach der Gemeindegrenze zu Kalkgruben, die Bezeichnung Sieggrabenbach. Der Auwiesenbach ist der rechte Quellbach des Sieggrabenbaches.